# Atletisme als Jocs Olímpics d'Estiu de 2024 - Salt de perxa masculí
La prova de Salt de perxa masculina d'Atletisme als Jocs Olímpics de París 2024 serà la 30a edició de l'esdeveniment en unes Olimpíades. La prova es disputarà entre el 3 i el 5 d'agost del 2024 a l'Stade de France de París.
El suec Armand Duplantis és el vigent campió de la disciplina olímpica, després de guanyar la medalla d'or als Jocs Olímpics de Tòquio 2020. La medalla de plata la va guanyar l'estatunidenc Chris Nilsen i la medalla de bronze fou pel brasiler Thiago Braz.
L'equip dels Estats Units és, amb molta diferència la selecció més guardonada, amb 19 medalles d'or, 15 medalles de plata i 13 medalles de bronze, en les 29 edicions que l'esdeveniment ha estat present als Jocs Olímpics. L'estatunidenc Bob Richards, amb 2 medalles d'or i 1 medalla de bronze, és l'atleta més guardonat en tota la història de la competició.

## Format
La prova de salt de perxa consisteix a passar per sobre d'una barra horitzontal a gran alçada sense fer-la caure, amb l'ajuda d'una perxa. L'atleta és eliminat de la prova quan no aconsegueix sobrepassar l'alçada després de 3 intents. La competició començarà amb tots els atletes classificats, competint en 2 grups diferents. Com a mínim 12 atletes passaran a la final. Si aconsegueixen superar l'alçada de referència passaran directament a la final i si no ho fan, han de quedar entres les 12 posicions més elevades dels dos grups en general. A la final, els 3 atletes que aconsegueixin superar més alçada, guanyaran les medalles.

## Classificació
Hi ha dues maneres de classificar-se per la prova olímpica. La forma principal és superant la marca estàndard de classificació (que per aquesta edició es troba en els 5,82 metres), en qualsevol prova organitzada o supervisada per la Federació Internacional d'Atletisme, entre l'1 de juliol de 2023 i el 30 de juny de 2024. Depenent dels llocs que sobrin es podran classificar els atletes que no hagin aconseguit aquesta marca mitjançant les places universals i el rànquing atlètic i fent prevaler la diversitat geogràfica. S'ha de tenir en compte que només es podran classificar un màxim de 3 atletes per país i en cas que sigui superior, cada federació haurà d'escollir els 3 saltadors que consideri per participar en les Olimpíades.
| Mètode de classificació | Places | País         | Atleta classificat   |
| ----------------------- | ------ | ------------ | -------------------- |
| Marca estàndard - 5.82m | 3      | Estats Units |                      |
| Marca estàndard - 5.82m | 3      | Estats Units |                      |
| Marca estàndard - 5.82m | 3      | Estats Units |                      |
| Marca estàndard - 5.82m | 1      | Alemanya     | Bo Kanda Lita Baehre |
| Marca estàndard - 5.82m | 1      | Austràlia    | Kurtis Marschall     |
| Marca estàndard - 5.82m | 1      | Filipines    | EJ Obiena            |
| Marca estàndard - 5.82m | 1      | França       | Thibaut Collet       |
| Marca estàndard - 5.82m | 1      | Grècia       | Emmanouil Karalis    |
| Marca estàndard - 5.82m | 1      | Itàlia       | Claudio Stecchi      |
| Marca estàndard - 5.82m | 1      | Noruega      | Sondre Guttormsen    |
| Marca estàndard - 5.82m | 1      | Polònia      | Piotr Lisek          |
| Marca estàndard - 5.82m | 1      | Suècia       | Armand Duplantis     |
| Marca estàndard - 5.82m | 1      | Turquia      | Ersu Sasma           |
| Rànquing atlètic        | 1      |              |                      |
| Places universals       | 1      |              |                      |

## Medaller històric
| Posició | País                | Or | Argent | Bronze | Total |
| ------- | ------------------- | -- | ------ | ------ | ----- |
| 1       | Estats Units        | 19 | 15     | 13     | 47    |
| 2       | França              | 3  | 1      | 1      | 5     |
| 3       | Polònia             | 2  | 0      | 1      | 3     |
| 4       | URSS                | 1  | 2      | 1      | 4     |
| 5       | Equip Unificat      | 1  | 1      | 0      | 2     |
| 6       | Suècia              | 1  | 0      | 3      | 4     |
| 7       | Alemanya de l'Est   | 1  | 0      | 1      | 2     |
| 7       | Brasil              | 1  | 0      | 1      | 2     |
| 9       | Austràlia           | 1  | 0      | 0      | 1     |
| 10      | Alemanya            | 0  | 2      | 3      | 5     |
| 11      | Rússia              | 0  | 2      | 1      | 3     |
| 11      | Finlàndia           | 0  | 2      | 1      | 3     |
| 11      | Japó                | 0  | 2      | 1      | 3     |
| 14      | Dinamarca           | 0  | 1      | 0      | 1     |
| 14      | Alemanya Occidental | 0  | 1      | 0      | 1     |
| 16      | Grècia              | 0  | 0      | 3      | 3     |
| 17      | Canadà              | 0  | 0      | 2      | 2     |
| 18      | Itàlia              | 0  | 0      | 1      | 1     |
| 18      | Noruega             | 0  | 0      | 1      | 1     |
| 18      | Espanya             | 0  | 0      | 1      | 1     |